# Timo Tolkki
Timo Tolkki (* 3. März 1966 in Klaukkala, Nurmijärvi) ist ein finnischer Musiker. Bekannt geworden ist er als Gitarrist, Songwriter und Sänger von Stratovarius sowie als Produzent verschiedener Metal-Bands.

## Werdegang
Ein Jahr nach der Gründung von Stratovarius im Jahr 1984 schloss er sich der Band als Gitarrist an und ersetzte Staffan Stråhlman. Bis 1995 war er auch Sänger von Stratovarius. Bis 1993 nahm er verschiedene Demos und Alben für kleine finnische Metal-Bands in seinem TTT Studio auf. Im Jahr 2002 wirkte er als Gastmusiker beim Debütalbum der finnischen Power-Metal-Band Thunderstone mit.
Anfang April 2008 verließ Tolkki Stratovarius und gründete eine neue Band namens Revolution Renaissance.

## Diskografie

### Als Solomusiker
- 1994: Classical Variations and Themes
- 2002: Hymn to Life
- 2008: Saana – Warrior of Light Pt 1

### Mit Stratovarius (nur Alben)
- 1989: Fright Night (Gitarre, Gesang, Produktion)
- 1991: II (1992 alsTwilight Time) (Gitarre, Gesang, Produktion, Bass)
- 1994: Dreamspace (Gitarre, Gesang, Produktion, Bass)
- 1995: Fourth Dimension (Gitarre, Produktion)
- 1996: Episode (Gitarre, Produktion)
- 1997: Visions (Gitarre, Produktion)
- 1998: Destiny (Gitarre, Produktion)
- 2000: Infinite (Gitarre, Produktion)
- 2001: Intermission (Gitarre, Produktion)
- 2003: Elements Part 1 (Gitarre, Produktion)
- 2003: Elements Part 2 (Gitarre, Produktion)
- 2005: Stratovarius (Gitarre, Produktion)

### Mit Revolution Renaissance
- 2008: New Era (Gitarre, Produktion; Gastsänger: Michael Kiske, Tobias Sammet und Pasi Rantanen)
- 2009: Age of Aquarius
- 2010: Trinity

### Mit Symfonia
- 2011: In Paradisum

### Mit Avalon
- 2013: The Land of New Hope
- 2014: Angels of the Apocalypse
- 2019: Return to Eden
- 2021: The Enigma Birth

### Als Gastmusiker
- 1996: Autumn Roars Thunder (Darkwoods My Betrothed; Gitarre)
- 1998: Vain Glory Opera (Edguy; Gitarre, Mixing)
- 2001: The Metal Opera (Avantasia; Gesang)
- 2002: The Metal Opera Part II (Avantasia; Gitarre)
- 2002: Thunderstone (Thunderstone; Gitarre)

### Als Produzent oder Mixer
- 1990: Pestilential Mists (Abhorrence)
- 1990: Abhorrence (Abhorrence)
- 1991: Disment of Soul (Amorphis)
- 1991: Amorphis (Amorphis)
- 1991: Children Of The Scorn (Funebre)
- 1991: Crown Waits the Immortal (Purtenance)
- 1991: Grey Misery (Disgrace)
- 1993: Privilege of Evil (Amorphis)
- 2003: Delirium Veil (Twilightning; Mixing)
- 2005: The Perfect Machine (Vision Divine)
- 2005: Difference (Dreamtale; Aufnahme)
- 2007: The 25th Hour (Vision Divine)
- 2009: 9 Degrees West of the Moon (Vision Divine)
- 2013:  The Land of New Hope
- 2023: Message from Neptune (Davide Laugelli)